# Narodno gledališče, Praga
Narodno gledališče (češko Národní divadlo) v Pragi je znano kot alma mater češke opere in kot spomenik češke zgodovine in umetnosti.
Narodno gledališče spada med najpomembnejše češke kulturne ustanove z bogato umetniško tradicijo, ki je dalo najuglednejše osebnosti v češki družbi. Ta tradicija pomaga ohranjati in razvijati najpomembnejše narodne značilnosti – češki jezik, občutek za češko glasbo in dramatičen način razmišljanja.
Danes Narodno gledališče sestavljajo tri umetniški ansambli, opera, balet in drama, ki nastopajo v zgodovinski stavbi, Stanovskem gledališču in gledališču Kolovrat. Vsi trije umetniški ansambli izbirajo svoj repertoar ne samo iz bogate klasične dediščine, ampak se poleg na lokalne avtorje osredotočajo na sodobno svetovno umetnost.

## Začetno projektiranje in gradnja, 1844 do 1881
Narodno gledališče je utelešenje volje češkega naroda za njegovo narodno identiteto in neodvisnost. Zbiranje denarja med širšimi množicami ljudi je olajšalo njegovo gradnjo. Temeljni kamen je bil svečano položen 16. maja 1868.
Ideja o gradnji dostojne zgradbe, ki bi postala gledališče, je dozorela jeseni leta 1844 med nekaterimi domoljubi v Pragi. Uresničevati se je začela z zahtevo Františka Palackega, ki jo je predložil pokrajinskemu odboru češkega zbora 29. januarja 1845. Zahtevali so "pravico, gradnjo, opremljanje, vzdrževanje in upravljanje" neodvisnega češkega gledališča. Odobrena je bila aprila 1845. Šele po šestih letih – aprila 1851 – je bilo ustanovljeno Društvo za ustanovitev češkega narodnega gledališča v Pragi in dano prvo javno povabilo za začetek zbiranja sredstev. Leto pozneje je bilo z izkupičkom kupljeno zemljišče, ki je pripadalo nekdanjim solinam in je pokrivalo okoli 11 ha. Bil je veličasten prostor na obrežju reke Vltave s pogledom na praški grad, a utesnjen in trapezna oblika je povzročala težave oblikovalcem stavbe.
Obdobje Bachovega absolutizma je ustavilo priprave za predvideno gradnjo. Podprta je bila zasnova skromne začasne stavbe na južni strani parcele po zamisli arhitekta Ignaca Ullmanna. Odprta je bila 18. novembra 1862. Stavba začasnega gledališča je postala sestavni del končnega Narodnega gledališča. Njegova zunanja podoba je danes vidna v dvignjenem delu zadnjega dela stavbe. Notranja postavitev je bila zabrisana šele po zadnji obnovi Narodnega gledališča med letoma 1977 in 1983. Hkrati z uresničitvijo tega programa, ki sta ga uveljavila F. L. Rieger in pokrajinski odbor, so mladi napredni zagovorniki prvotne velikopotezne stavbe (Sladkovský, Tyrš, Neruda, Hálek) začeli ofenzivo. Leta 1865 so dosegli vodilne položaje v družbi in od 33-letnega profesorja gradbeništva na praški Tehnični fakulteti, arhitekta Josefa Zítka, zahtevali, da pripravi načrt za Narodno gledališče. Zmagal je na razglašenem javnem natečaju in leta 1867 so se gradbena dela začela. 16. maja 1868 je bil položen temeljni kamen in novembra že končani temelji. Leta 1875 je nova stavba dosegla svojo polno višino in leta 1877 je gledališče dobilo streho. Od leta 1873 je trajal natečaj za notranjo opremo objekta, ki ga je izdelala posebna komisija pod vodstvom Sladkovskega. Po eni strani so bile teme v duhu neorenesančnih zasnov klasične stavbe, po drugi strani pa so se zgledovali po navdušenju za slovansko mitologijo in rokopisne zgodbe; obe zasnovi sta temeljili na slikah Josefa Manesa in povezanosti s sodobnim slogom romantičnega krajinarstva (povezano tudi s češko zgodovino). Zagotovili so temeljno ideologijo vodenja umetniškega izražanja, ki je danes opisana kot umetnost ustvarjanja Narodnega gledališča.
Gledališče vključuje trigo (trikonjska kvadriga) in 10 zunanjih alegoričnih skulptur Bohuslava Schnircha, več 10 zunanjih kosov Antonína Wagnerja, kamnitih kosov Maxa Vericha in notranjost skulpture pedimentne skupine nad proscenijskim lokom, delo Schnircha.

### Veličastno odprtje
Narodno gledališče so prvič odprli 11. junija 1881 v čast obiska prestolonaslednika princa Rudolfa Avstrijskega. Smetanova opera Libuša je dobila svojo svetovno premiero, dirigiral je Adolf Čech. Za tem je bilo še dodatnih 11 predstav. Nato je bilo gledališče zaprto, da bi omogočili dokončanje zaključnih del. 12. avgusta 1881 je izbruhnil požar, ki je uničil bakreno kupolo, avditorij in oder gledališča.
Ogenj je bil videti kot narodna katastrofa in je povzročil mogočen val odločnosti za novo zbiranje sredstev: v 47 dneh je bilo zbranih milijon guldnov (avstro-madžarski gulden ali forint). To navdušenje pa ni ustrezalo zakulisnim bitkam, ki so se razvnele po nesreči. Arhitekt Josef Zítek ni bil več aktualen,  k obnovi je bil povabljen njegov učenec arhitekt Josef Schulz. Trdijo, da je v širitev zgradbe vključil stanovanjski blok, ki je pripadal dr. Poláku, ki je bil v ozadju stavbe začasnega gledališča. Ta stavba je postala del Narodnega gledališča in hkrati nekoliko spremenila prostor za občinstvo zaradi izboljšanja vidljivosti. Ni pa upoštevala sloga Zitkovega oblikovanja. Uspelo mu je združiti tri stavbe različnih arhitektov, ki sestavljajo absolutno enotnost sloga.

## Rekonstrukcija in ponovno odprtje, 1883 do 1977
Notranje umetniško delo je delo Mikoláša Aleša in Františka Ženíška. Narodno gledališče je bilo odprto 18. novembra 1883. Stavba s popolno tehnično opremo (električna razsvetljava, jeklena konstrukcija odra) se je uporabljala brez obsežnih sprememb skoraj sto let. Šele 1. aprila 1977 po predstavi Jiráskove Lanterne so gledališče zaprli za šest let.

## Dodatna prenova, 1977 do 1983 in pozneje
Arhitekt Zdeněk Vávra je bil imenovan, da prevzame odgovornost za celotno obnovo. Ta obsežni projekt je bil kombinacija dokončanja dela celotnega gledališča. Delo je bilo končano ob 100. obletnici odprtja Narodnega gledališča, 18. novembra 1983. Spet je bila predvajana Smetanova Libuša.
Danes je to zgodovinska, zelo ugledna in lepa zgradba skupaj z dodano sodobno poslovno zgradbo, ki vključuje tudi glavno blagajno in je glavni oder treh umetniških ansamblov Narodnega gledališča: drame, opere in baleta.
Leta 1989 je bil generalni direktor Narodnega gledališča skladatelj Jiří Pauer odpuščen zaradi podpore politiki nekdanje komunistične češkoslovaške vlade. Pauer je  17. novembra 1989 zaklenil dostop osebju Narodnega in Smetanovega gledališča, da bi  članom opernih, baletnih in dramskih ansamblov preprečil izvesti protestne predstave. Po tritedenski stavki je Pauerja nadomestil Ivo Žídek.

## Nagrada Komercialne banke
4. maja 2005 je Komercialna banka podpisala pogodbo z Narodnim gledališčem v Pragi, da vsako leto nagradi najvidnejše predstave v češkem Narodnem gledališču v baletu, drami in operi. Poleg kipa KOBANADI, ki ga je zasnoval akademski kipar Jaroslav Rona, vsak nagrajenec prejme tudi znesek v višini 100.000 čeških kron. Prva slovesnost je bila 26. oktobra 2006 na odru Narodnega gledališča.